# Neu Zaucher Weinberg

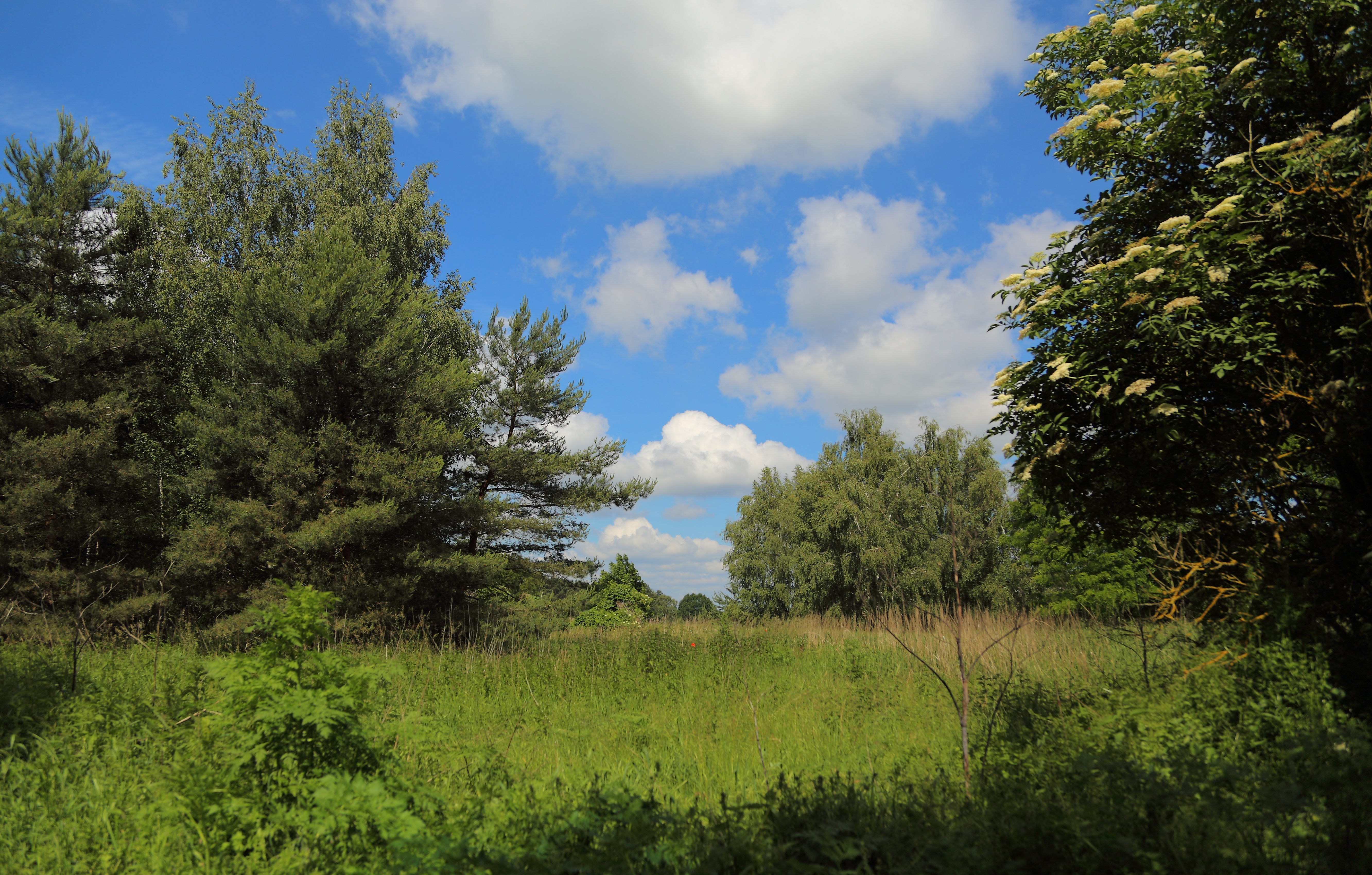
Naturschutzgebiet Neu Zaucher Weinberg (Juni 2014)

Das Naturschutzgebiet Neu Zaucher Weinberg liegt im Landkreis Dahme-Spreewald in Brandenburg und gehört zum Biosphärenreservat Spreewald.
Das 37,6 ha große Naturschutzgebiet, in dem sich der 88 Meter hohe Neu Zaucher Weinberg erhebt, erstreckt sich westlich von Straupitz und südöstlich von Neu Zauche. Am nordöstlichen Rand des Gebietes verläuft die Landesstraße L 44.

## Bedeutung
Das Gebiet mit der Kenn-Nummer 1290 wurde mit Verordnung vom 1. Oktober 1990 unter Naturschutz gestellt. Es handelt sich um einen ehemaligen Weinberg auf pleistozäner Binnendüne mit Arten der Weinbergwildkrautgesellschaften, der Ruderalfluren, der Magerrasen sowie der wärmeliebenden Säume und Gebüsche.